# Si vis pacem para bellum

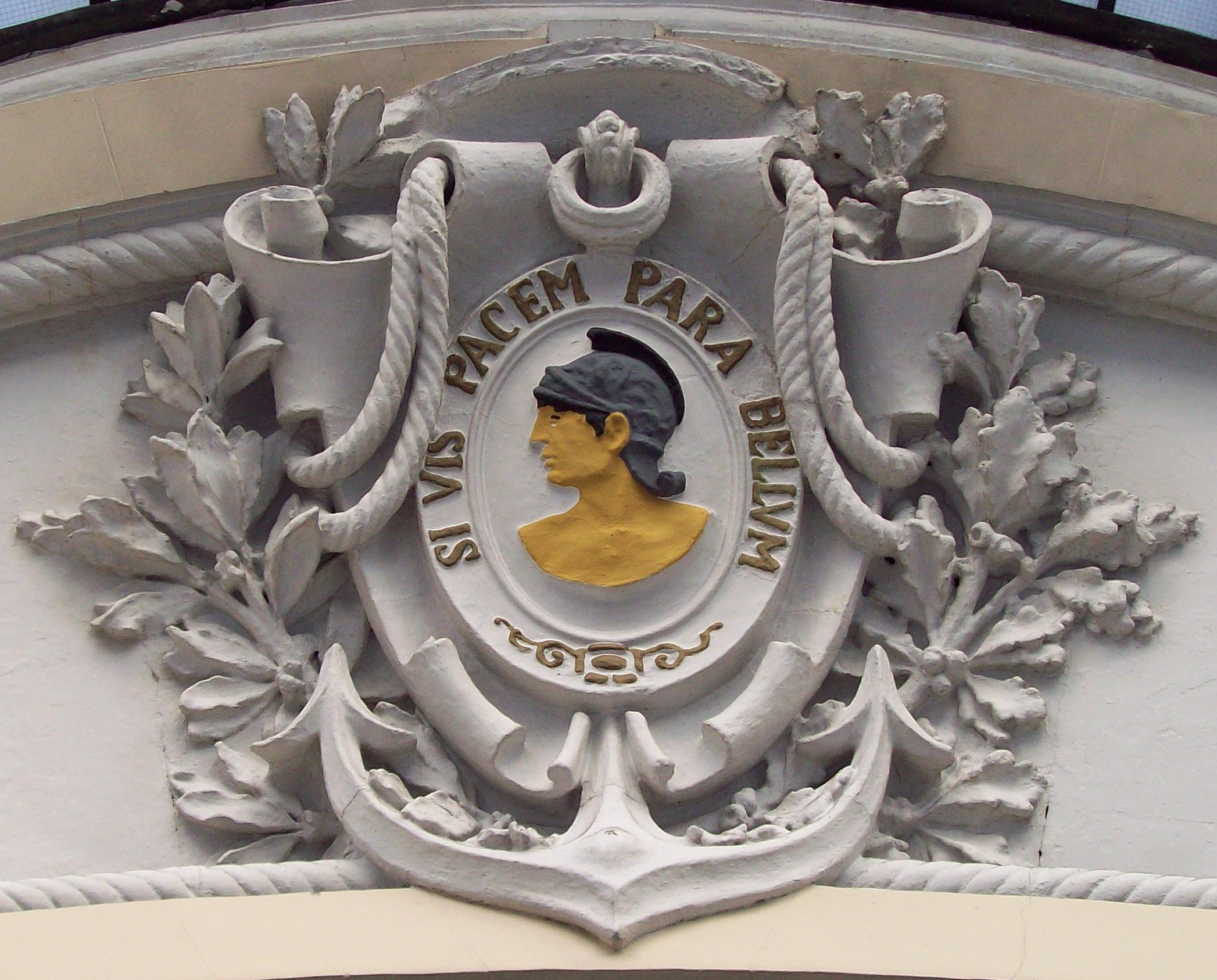
Inscripció al Centre Cultural dels Exèrcits de Madrid (Espanya).

Si vis pacem, para bellum és una màxima llatina que vol dir "Si vols la pau, prepara la guerra". Tot i que de vegades s'atribueix erròniament a Juli Cèsar, en realitat deriva d'un passatge de l'escriptor romà de temes militars Vegeci que diu:
| « | "Igitur qui desiderat pacem, praeparet bellum" (llibre III, prefaci). | » |

La dita és una de les moltes basades en la seva obra Epitome rei militaris, possiblement escrita al voltant de l'any 390.
Hi ha una subtil diferència en la gramàtica de les dues frases. La primera és emfàtica, o viva. Es tracta d'una frase condicional presentada com una oració adverbial amb el verb en indicatiu. En general s'esperaria que el verb principal estigués en indicatiu, però l'autor el canvià a imperatiu. El resultat és un imperatiu: si realment vols la pau, prepara la guerra.
La frase de Vegeci és una hipòtesi. És una frase condicional menys vívida, construïda amb una oració adjectivada i amb els dos verbs en subjuntiu: qui desitgés la pau, (per tant), hauria de preparar la guerra .
Part d'aquesta frase s'ha convertit en un terme popular en el món de les armes, ja que dona nom a un calibre molt usat per les forces de seguretat de molts països: el 9 mm Parabellum.

## Frases semblants

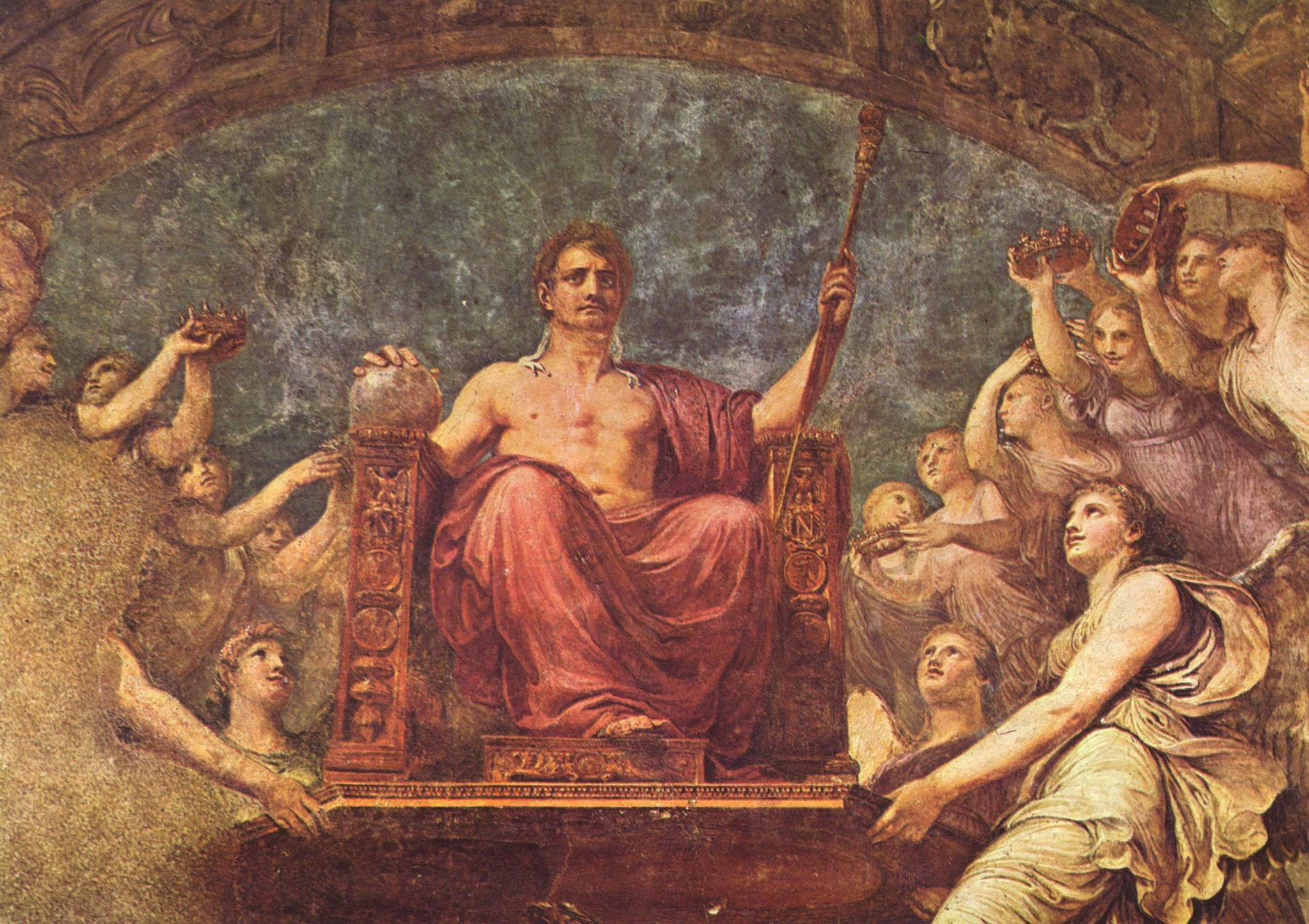
Apothéose de Napoléon d'Andrea Appiani, 1807.

### Si vis bellum para pacem
Fent referència a la política exterior de Napoléo Bonaparte, Louis Antoine Fauvelet de Bourrienne escrigué:
| « | Tout le monde connaît l'adage […] Si Napoléon avait été une autorité en latin, il l'aurait probablement inversé en Si vis bellum para pacem (« Si tu veux la guerre, prépare la paix »). | Tothom coneix l'adagi […] Si Napoléó hagués estat una autoritat en llatí, l'hauria donat la volta amb Si vis bellum para pacem («Si vols la guerra, prepara la pau»). | » |

, volent dir que en planificar la guerra, cal fer baixar la guàrdia de les altres nacions tot promovent la pau. Un altre interpretació podria ser que, en preparar-se per la pau, pot portar a que algú altre us declari la guerra.

### Si vis pacem para pactum
La idea d'una pau armada prengué un gir inquietant a començaments del segle XX amb l'acumulació d'armament per diferents països. El 1907, The National Arbitration and Peace Congress, presidit per Andrew Carnegie, escrivia :
| « | These vast armaments on land and water are being defended as a means, not to wage war, but to prevent war.... there is a safer way ... it requires only the consent and the good-will of the governments. Today they say .... If you want peace, prepare for war. This Congress says in behalf of the people:Si vis pacem, para pactum, if you want peace, agree to keep the peace." · . | Aquests vastos arsenals terrestres i marins són defensats com un mitjà, no de guerra, sinó per evitar-la... hi ha una alternativa més segura... i només requereix el consentiment i la bona voluntat de governs. Avui diuen […] Si vols la pau, prepara't per a la guerra. Aquest Congrés diu més aviat a la gent "Si vis pacem, para pactum", si voleu la pau, entengueu-vos per mantenir-la. | » |

### Si vis pacem fac bellum
«Si voleu la pau, feu la guerra». La pau armada no funciona pas en el cas que una nació no vulgui la pau. El pacifista jueu-alemany Richard Grelling, que ja ho havia denunciat en l'entrada en guerra d'Alemanya el 1914 en J'Accuse (1915), escrivia el 1918, citant el discurs The world must be safe for democracy de Woodrow Wilson:
| « | ... when all other means fail, ... the liberation of the world from military domination can in the extreme case only take place by battle. ... in place of si vis pacem para bellum a similarly sounding principle ... may become a necessity: Si vis pacem, fac bellum." · | ... quan tots els altres mitjans fallen, ... l'alliberament del món del domini militar només pot ser portat a terme en el cas extrem en la batalla ... per tant, en compte de si vis pacem para bellum un principi assenyat similar ... podria esdevenir una necessitat: Si vis pacem, fac bellum. | » |

### Si vis pacem para pacem
El pacifisme, associat durant el segle xix, a la infància del socialisme, s'oposa a les grans guerres del segle xix i XX. En aquest context, el socialista francès Prosper Enfantin escrigué el 2 d'abril de 1841 una carta al general Saint-Cyr Nugues on deia :
| « | Le fameux dicton […] me semble beaucoup moins vrai, pour le XIX, que Si vis pacem, para pacem. | La famosa dita […] em sembla que cada vegada menys adient al segle xix, Si vis pacem, para pacem. | » |

 en referència a Algèria. Enfantin afirmava que la guerra es podia haver evitat si s'hagués fet un estudi creïble d'Algèria.